# Systema
Systema (rusky Система [sistjema]) je ruský bojový styl.
Nazývá se „systema“ anebo někdy také „system“ především proto, že není pouze bojovým stylem, ale uceleným výchovným, morálním a vzdělávacím systémem, který je založený na „neničení“ (cílem je ujištění se, že váš trénink ani postoj neublíží vám ani vašemu partnerovi). Systema rozvíjí schopnosti člověka na fyzické, psychické i duševní úrovni a je založena na neprotivení se síle a na využívání síly a váhy protivníka k jeho vlastní prohře. Systema v době Sovětského svazu se praktikovala u vojenských a policejních jednotek jako SPECNAZ (vojska specialnogo naznačena), VDV (výsadkáři) a SOBR (speciální oddíly okamžité reakce), případně u některých jednotek OMON (zásahové oddíly). Je založena na přirozených (instinktivních) reakcích člověka a nemá žádná zbytečná pravidla a omezení (kromě morálních), jedná se o volný styl. Systema není sport a to z ní dělá prakticky použitelný a efektivní bojový styl. Její zvládnutí má být relativně snadné a efektivní. Je velice oblíbená u ruských speciálních jednotek.
Systema má několik významných představitelů:
- A. A. Kadochnikov
- M. V. Ryabko
- S. V. Borscev
- V. Vasiliev

## Původ
Sovětská bojová umění měla utajovaný charakter a byla rezervována pro výcvik elitních a speciálních jednotek nazývaných rusky specnaz. Takto vytvořil Viktor Spiridonov († 1944) z aikida vycházející samoz používaný pro elitní represivní policejní složky a další speciální jednotky. Na Samoz pak navazovaly mladší sambo a systema, kde se uplatnily prvky převzaté z dalších východoasijských bojových umění.

## Ruské zájmy

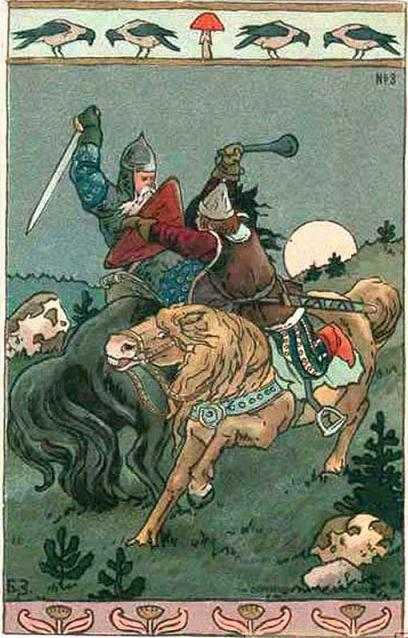
Bojové umění speciálních jednotek je líčeno jako odkaz staroruských tradic

Od rozpadu Sovětského svazu je systema propagována mezi veřejností. Součástí propagace bývají neurčitá tvrzení o jejím starodávném původu s prvky ruské nacionální propagandy. Lze se tak dočíst o původu v „bojové kultuře slovanských národů“, údajné historii sahající do 10. století – doby Kyjevské Rusi a jednoty východních Slovanů, Rusů, Ukrajinců a Bělorusů, původ je prý i náboženský v „pravoslavných tradicích“, dokonce údajná souvislost s obranou Ruska a Ruského impéria před „útoky ze všech stran“. Někdy se umění připisuje bajným bohatýrům, jindy Kozákům. Sovětská éra, kdy bylo umění vytvořeno, je pak líčena jako doba přerušení těchto starodávných tradic.
Zpravodajské služby a bezpečnostní experti upozorňují, že kluby systemy představují bezpečnostní hrozbu. Připomínají, že přední trenér a spolutvůrce Systemy Michail Ryabko je bývalý důstojník KGB, a varují před přímým či nepřímým napojením klubů na ruské bezpečnostní služby GRU a FSB a jejich možné využití k verbování spolupracovníků.